# Mycomya fissa
Mycomya fissa är en tvåvingeart som först beskrevs av Lundstrom 1911.  Mycomya fissa ingår i släktet Mycomya och familjen svampmyggor. Inga underarter finns listade i Catalogue of Life.